# 大贺摩会
大贺摩会（?—?），名为摩会，是契丹大贺氏早期的酋长，生活在唐朝初年，原附东突厥汗国。贞观二年（628年），摩会率其部落降唐，是历史上契丹归附唐朝之始。突厥颉利可汗怀怨，遣使到长安，与唐朝交涉，请以突厥扶植的割据势力梁师都来换契丹，唐太宗说：“契丹、突厥，本不是一族，今契丹来降我，突厥为什么索要？梁师都本中国人，据我州城，突厥无故接纳他，我军去讨伐，突厥便来救援。按计划，他不久自当擒灭，不能以契丹换他。”。次年，摩会入朝，获唐太宗所赐“鼓纛”（象征统治权力），从而确立契丹对唐的领属关系。自此，契丹对唐经常朝贡。